# Polygonum pilushanense
Polygonum pilushanense là một loài thực vật có hoa trong họ Rau răm. Loài này được Y.C. Liu & C.H. Ou miêu tả khoa học đầu tiên năm 1976.